# Зибель, Генрих фон
Генрих фон Зибель (нем. Heinrich von Sybel; 2 декабря 1817, Дюссельдорф — 1 августа 1895, Марбург) — немецкий историк и политический деятель, идеолог крупной буржуазии во время революции 1848—1849 гг., позже сторонник политики Пруссии. Отец археолога Людвига Зибеля.

## Биография
Слушал в Берлине лекции у Ранке; был профессором в Бонне, Марбурге и Мюнхене. В Мюнхене, где он был секретарём известной в своё время «исторической комиссии», им было предпринято издание актов немецких сеймов и основан в 1859 пользовавшийся широкой известностью исторический журнал («Historische Zeitschrift»).
В 1861 Зибель вернулся на кафедру истории в Бонн, а в 1875 переселился в Берлин, где получил должность директора прусских государственных архивов, предпринял (с 1878) обширное (рассчитанное на 70 томов) издание архивных документов и вошёл в состав комиссии по изданию «Monumenta Germaniae Historica». Был депутатом сначала в гессенской, затем в прусской палате; в последней, где он примкнул к «малогерманской» партии (публично споря по этой теме с Юлиусом фон Фикером), выступал противником правительства в известном в то время вопросе о преобразовании армии и в польском вопросе; позже примкнул к национал-либералам и был членом северо-германского рейхстага. Им основана немецкая рейнская ассоциация для борьбы с ультрамонтанством («Deutscher Verein der Rheinprovinz»).
Главный труд — «История Французской революции и её времени», написанная на основе архивных материалов и рассматривающая революцию как событие не только французское, но общеевропейское.

## Важнейшие работы
- «Gesch. des ersten Kreuzzugs» (Дюссельдорф, 1841, 2 изд., 1881) — первый строго-критически и по точному методу написанный труд по этому вопросу
- «Entstehung d. deutschen Königthums» (2 изд., 1881)
- «Die Unechtheit des heiligen Kocks in Trier» (3 изд., Бонн, 1845)
- «Die deutsche Nation und das Kaiserreich» (Дюссельдорф, 1862; резкая критика средневековой германской империи и теоретическое оправдание стремлений малогерманской партии)
- «Ueber die Gesetze des historischen Wissens» (Бонн, 1854)
- «Prinz Eugen v. Savoyen» (Мюнхен, 1861)
- «Die Erhebung Europas gegen Napoleon» (Мюнхен, 1860)
- «Kleine histor. Schriften» (3 изд., 1880)
- «Vorträge und Aufsätze» (Берлин, 1814)
- «Frieden in Frankreich» (Дюссельдорф, 1871)
- «Klerikale Politik im XIX J.» (Бонн, 1874)
- «Geschichte der Revolutionszeit von 1789 bis 1795» (1853 и сл., 4 изд., 1878)
  - История Французской революции и её времени. (1789—1795) / Пер. с нем. под ред. В. Ососова. Ч. 1-4. — Санкт-Петербург: тип. О. И. Бакста, 1863—1867.
- «Die Begründung des deutschen Reiches durch Wilhelm I» (1889—1890, Мюнхен и Лейпциг).